# Die Hochzeit auf Buchenhorst

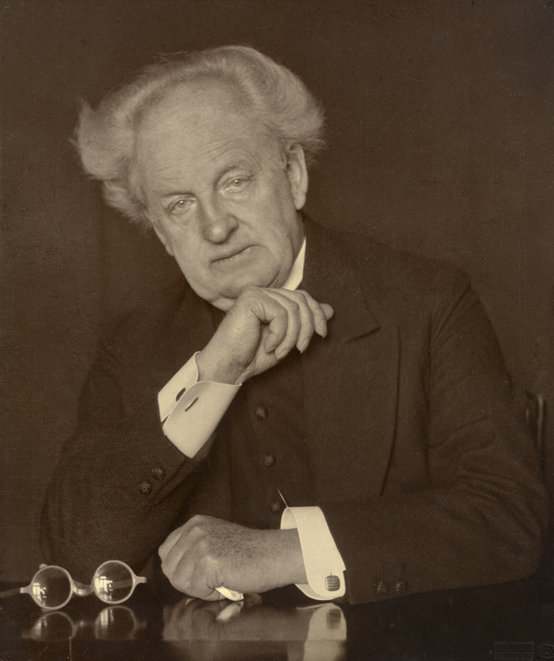
Gerhart Hauptmann. Porträt von Hugo Erfurth (1929)

Die Hochzeit auf Buchenhorst ist der Titel einer 1931 publizierten Künstlernovelle Gerhart Hauptmanns mit biographischen Bezügen. Der alte Erzähler erinnert sich an die Zeit seiner Freundschaft mit den Musikern Kühnelle und Hasper. Er selbst war in dieser Entwicklungsphase einerseits auf der Suche nach einem geeigneten Studienfach und einer künstlerischen Betätigung als Schriftsteller oder Bildhauer, andererseits führte er privat ein bürgerliches Leben. Seine Freunde dagegen waren ungebunden und scheuten sich, feste Beziehungen einzugehen. Im Mittelpunkt der Novelle steht die Charakterstudie des genialen, egozentrischen Musikers Dietrich Kühnelle.

## Inhalt

### Erwin und Gabriele
Erwin, der Erzähler, studiert zu Beginn der Novelle in Jena „um Gott weiß was“ und versucht sich als Schriftsteller. Als 20-Jähriger unternimmt er von Oktober 1883 bis April 1884 eine vermutlich von seiner Verlobten Gabriele bezahlte Bildungsreise nach Italien, studiert in Rom Bildhauerei, lebt dann mit Frau und zwei Kinder in Berlin, erkrankt an Bluthusten und beginnt wieder mit dem Schreiben.
Gabriele wohnt anfangs zusammen mit ihrer Schwester Teresa und einem Onkel in der Nähe Dresdens auf dem großbürgerlichen Familiensitz „Buchenhorst“ und finanziert sich von ihrem Vermögen. Durch einen betrügerischen Verlust ihrer Anlagen drohen die Schwestern in Schwierigkeiten zu geraten, werden jedoch durch die Erbschaft ihrer Tante gerettet und können ihren Lebensstil weiterführen.
Die Geschichte Erwins und Gabrieles verläuft im Vergleich zum Porträt der Künstlerfreundschaft mit Kühnelle und Hasper eher im Hintergrund und wird erst stärker in die Handlung einbezogen, nachdem sich eine Beziehung Kühnelles mit Teresa anbahnt. Nach der missglückten Hochzeitsfeier auf Buchenhorst lösen sich die Freundschaften auf.

### Dietrich Kühnelle
Erwin lernt als 18-Jähriger den vier Jahre älteren Dietrich Kühnelle während seines Studium in Jena kennen, als dieser sich einem studentischen Kreis anschließt, mehr als Gast, „ohne eigentlich zugehörig zu sein.“ Den Außenseiter und Einzelgänger stoßen eigentlich die banalen Gespräche und Rituale der Burschenschafter ab, doch fühlt er sich zu Erwin und seinem emphatischen Bruder Konrad hingezogen. Von den anderen Studenten unterscheidet er sich durch seine salonfähige Kleidung. Äußerlich tritt er als wohl erzogener, reicher Bürgersohn auf. Erwin merkt jedoch bald, dass er eine leidenschaftliche Innerlichkeit verbirgt und unter dem Abbruch seiner Pianistenlaufbahn wegen des „überspielten“ rechten Arms leidet. Seltsame Äußerungen deuten auf eine psychische Belastung mit seiner Familie, einen „inneren Kampfplatz“ hin. Er sieht überall unterdrückende Peiniger, „stupide[-] und tückische[-] Verfolger“, von denen er seine Seele frei machen müsse. Die Jugenderziehung der Eltern und Lehrer sei eine „menschliche Verstümmelung“ und Einkerkerung in die absolute Rechtlosigkeit. In einem solchen Kampf stehe man allein gegen die überall drohenden Mächte des Lebens. Dietrich stellt an sich und an andere hohe Ansprüche. Als Erwin ihm aus seinen Werken vorliest, reagiert Kühnelle distanziert, wenn auch ohne zu verletzen. Aber durch die von ihm gestellten Fragen wird dem Erzähler deutlich, dass er seinen elitären Vorstellungen von „schöpferischer Dichterkraft“, die mit einer „Begnadung“ verbunden sein muss, nicht standhalten kann. Denn nach Kühnelle ist es kaum einem von einer Million beschieden, das „wahrhaft Große“ zu leisten.
Die verborgene Seite Kühnelles lernt Erwin bei einem „Doktorschmaus“ des Freundes Pfaff im Gasthaus „Zum Löwen“ kennen: Ein Damm scheint bei ihm zu brechen. Ohne die Warnung der Ärzte zu beachten, seine geschwächte Hand zu belasten, spielt er auf dem Klavier wild die zweite ungarische Rhapsodie von Liszt. Von da an wird der bisher Introvertierte von den Studenten umschwärmt. Mit „mystische[m] Respekt“ würdigen sie auf der nächtlichen Wanderung von Jena zur Richard-Wagner-Totenfeier in Weimar seine ungewöhnliche Begabung.
Nach seiner Rückkehr aus Italien hält sich Erwin oft im Lößnitzer Landhaus Gabrieles mit dem großen herrschaftlichen Park auf. Hier besucht ihn Kühnelle zusammen mit dem Komponisten Alfred Hasper. Auf zwei Klavieren geben sie ein spontanes Konzert mit Hochzeitsmärschen, und Dietrich singt dazu „vollkommen verrückt und verzückt“ überschäumende Phantasien. Die Freundschaft intensiviert sich und Hasper wird darin einbezogen. Sie wandern zusammen durch die Elblandschaft und feiern in einem Dorf, wohin sich Erwin zum ruhigen Arbeiten zurückgezogen hat, fröhliche Gelage mit den drei Töchtern eines Postagenten. Im höchsten Lebensgenuss musizieren sie und Kühnelle singt Opernlieder. Diese unbeschwerte Phase wird nach einer Wanderung nach Meißen fortgesetzt, wo sie bei Haspers Freundin Maria Helene Wuttich, der Tochter eines pensionierten Beamten der Porzellanmanufaktur, einkehren. Als Marlenchen bei der Hausmusik ein schlichtes Volkslied singt, ist Erwin wegen ihrer ungekünstelten Art zu Tränen gerührt. Später trifft Erwin zufällig Hasper und das jetzt städtisch gekleidete Malenchen in Leipzig, wo sie in einem Pensionat für das gesellschaftliche Leben vorbereitet werden soll. Die beiden scheinen ein Paar zu sein, aber ihre Heirat kommt nicht zustande.
Während einer Reise nach Dresden im November lernt Erwin Kühnelle in einer anderen Rolle in der Hofgesellschaft kennen: beim ausgelassenen Schlittschuhlauf mit Prinzessin Irene, seiner Musikschülerin. Er erklärt dem Freund dies später als lästige Dienstpflicht. Er habe kein Interesse für persönliche Beziehungen und wolle auch nicht von der Prinzessin protegiert werden, z. B. um eine Professur zu erhalten. Er lebt recht bedürfnislos von Klavierstunden und einer Rente aus seinem Familienvermögen: „[D]ie eigentliche Seele seiner Unabhängigkeit“ ist die „musikalische Aura […] sein wahres Leben.“ Die Dresdener Begegnung offenbart Erwin erneut die sonderbare Mischung von sorglosem Überschwang und eigensinniger Halsstarrigkeit im Ablehnen jeder intensiven Beziehung zu Welt und Menschen. Der Freund urteilt hart über sich und die Umwelt: „Ich verzeihe mir nichts […] ich fasse mich nicht mit Glacéhandschuhen an, aber ebensowenig die anderen, denen ich ebensowenig verzeihen will und kann, womit sie fortgesetzt furchtbar sündigen, fortgesetzt das Schlechte tun. Menschen wie ich dürfen eigentlich gar nicht am Leben sein! Das beste wäre, sich auszumerzen!“

### Dietrich und Teresa
Bei den Besuchen Kühnelles und Haspers in Buchenhorst lernen sich Dietrich und Teresa kennen und sie verliebt sich in ihn. Ihre Schwester macht sich darüber Gedanken, denn er ist, wie sie von Erwin weiß, keine bequeme Natur und schwer zu durchschauen. Seine musikalischen orgiastischen Feuerwerke kontrastieren mit seiner Schweigsamkeit über private Beziehungen. Fragen weicht er aus oder beantwortet sie stockend nichtssagend. Teresa ergreift die Initiative und lädt ihn zu Spaziergängen ein. Gabriele ist sich unsicher, ob er ihre Schwester ebenso liebt wie sie ihn. Nachdem Teresa Dietrich ihre Gefühle für ihn gesteht, erklärte er ihr seine Eheunfähigkeit und stellt ihr ein Bild von seiner Minderwertigkeit und seinem Scheitern als Künstler und Mensch vor: schwere Jugend, Lebensüberdruss und Weltschmerz. Er wolle nicht durch eigene Kinder ein solches Leben fortsetzen.
Erwin kennt die verschiedenen Seiten des Freundes: Die Wildheit seiner Natur, die er im Allgemeinen durch seine wohlerzogene Art kontrolliert, bricht immer wieder durch. Dazu kommen die dämonische Erbschaft seiner Kunst und sein verhaltener Ehrgeiz, der in ihm brennt. Das alles hat zwar etwas Reizvolles und Anziehendes, ist aber im familiären Bereich bedenklich. Andererseits lebt er konventionell. Er verkehrt mit der oberen Schicht des Bürgertums und hilft Freunden bereitwillig mit Geld aus, besteht aber auf die korrekte Einhaltung des Rückgabetermins. Gabriele befürchtet Teresas Unglück, denn in ihrer Neigung mischen sich Bewunderung mit Mitleid: Durch ihre herrnhutisch-zinzendorfische Erziehung in Neudietendorf beeinflusst, versuche sie Kühnelles guter Engel sein und ihn retten. Sie wolle nicht unbedingt glücklich sein, sondern sich aufopfern. Sie glaube, die Liebe müsse alles ertragen und alles erdulden.
Teresa lässt sich von den Bedenken der Schwester nicht beeinflussen, lehnt deren Beratung ab und setzt ihre Vorstellungen durch. Für den 2. Juni ist die Hochzeit geplant. Teresa bereitet alles vor. Eine Wohnung in München ist bereits gemietet. Die Braut ist euphorisch und rühmt Kühnelles Charakterfestigkeit. Sie sei ihm eine jungfräuliche Göttin. Durch Humperdincks Vermittlung habe Kühnelle Aussicht, bei den Bayreuther Festspielen mitzuwirken. Die Hochzeit soll als große Fête mit der ganzen Verwandtschaft auf Buchenhorst gefeiert werden. Zwar sehen die großbürgerlichen Verwandten den Künstler-Bräutigam kritisch, doch die Wahl sei typisch für die eigenwilligen Schwestern. Erwin hat ein Festspiel als Polterabendscherz geschrieben, das allseits gelobt wird. Auch Kühnelle ist guter Laune. Am Hochzeitsmorgen erscheint er nicht und erklärt in einem Brief an Gabriele, er fliehe aus Angst vor einem Unglück. Später erfährt Erwin von Hasper, dass der Freund die Überfahrt nach Amerika als Kohlentrimmer verdient hat. Teresa reagiert auf den Eklat zuerst schockiert, beruhigt sich aber bald. In der ersten Zeit wartet sie auf eine Nachricht von Dietrich, verbrennt dann in einem großen Autodafé seine Briefe und Geschenke. Sie lebt fortan in Leipzig zurückgezogen in einer Rentnerlebensform und damit scheint von ihr „die Idealform des Lebens, die Kühnelle für sich erstrebte, verwirklicht zu sein.“

## Rezeption
Ähnlichkeiten mit der Biographie des Autors sind offensichtlich: Persönliche und berufliche Situation Erwins zwischen 1880 und 1887, Altersangaben, Handlungsorte Jena, Rom, Dresden, Berlin, Verlobung mit der verwaisten Tochter einer wohlhabenden und kultivierten Familie, Heirat in Dresden, Kinder, finanzielle Situation der Ehefrau und der großbürgerliche Familiensitz. Aus diesen Entsprechungen folgert die Literaturkritik, die „Buchenholz“-Erzählung (1927 geschrieben) lese sich über weite Strecken wie ein vorweggenommenes Kapitel der 1929–1935 entstandenen Autobiographie „Das Abenteuer meiner Jugend“ und sei als Nebenprodukt zu bewerten. Hans Mayer bemängelte an der nach dem Vorbild Max Müllers gezeichneten Figur Kühnelles, dass „eine Ergründung seines Verhaltens und Charakters“ fehle. Lauterbach nimmt den Autor gegen diese Vorwürfe in Schutz: Gerade durch die Undurchsichtigkeit und das nicht offen gelegte Geheimnis erscheine Kühnelle heute anziehender als so manche einschichtig angelegte Figur. Der Höhepunkt und die dichterische Erweiterung des Novellenschlusses entwickele die Handlung aus diesem Charakter heraus und treibe sie zur tragikomischen Schlusspointe voran.